# Sialang (Pamenang)
Sialang is een bestuurslaag in het regentschap Merangin van de provincie Jambi, Indonesië. Sialang telt 2679 inwoners (volkstelling 2010).